# リュウファーロス
リュウファーロス（欧字名:Ryu Pharos、1963年5月15日 - 1988年5月30日）は、日本の競走馬、種牡馬。主な勝ち鞍に1966年の阪神大賞典、1967年の産経大阪杯、1968年の日本経済新春杯、スワンステークス。

## 競走馬時代
「リュウ」の冠名を持つ馬が多く所属していた橋本正晴厩舎に入り、厩舎の主戦騎手である宮本悳の騎乗により1965年10月13日の京都競馬場の新馬戦に圧倒的な1番人気で出走したが、のちの皐月賞馬であるニホンピローエースに9馬身の差を付けられた2着に敗れてしまった。次の新馬戦は楽勝したが、次の特別戦で再びニホンピローエースの2着に敗れ、第17回阪神3歳ステークスに出走したものの、今度は3着となってニホンピローエースとは大きな差が付いてしまい、さらに脚部不安を発症したため、春のクラシックシーズンを棒に振ってしまった。
4歳秋に復帰すると、本来の実力を発揮して3連勝を挙げ、何とか間に合った第27回菊花賞に出走した。秋の上がり馬という事で4番人気に支持されたものの、7着に敗れた。しかし、続く阪神競馬場での古馬混合のオープン戦「改築記念」で勝利すると、続く第14回阪神大賞典でも、前年の皐月賞馬チトセオーらを下して3分16秒0のレコードタイムで快勝し、名実共に関西の一流オープン馬の座を獲得した。
1967年、5歳になったリュウファーロスは、前走より僅か16日後の金杯に出走したが3着に敗れ、休養を挟んで出走したオープンでも3着になったが、第11回サンケイ大阪杯では、ニホンピローエースやバリモスニセイを退けて再びレコード勝ちを収め、第55回天皇賞（春）に5番人気で出走したが、見せ場も無くスピードシンボリの10着に敗れてしまった。
秋まで休養に入ったリュウファーロスは、第56回天皇賞（秋）を目標に10月に復帰し、中山競馬場でのオープン戦を2戦して共に2着となり、東京競馬場改修工事のために中山競馬場で行われた天皇賞では1番人気に支持されたが、先に抜け出したカブトシローを捕まえられず、ネイチブランナーも交わせず3着に敗れ、続く第12回有馬記念では、向正面で一気に先頭に踊り出たカブトシローを必死に追ったものの、6馬身差の2着に終わった。
1968年、6歳最初の競走として3番人気で出走した日本経済新春杯では、59kgのハンデを背負いながらもヤマピットやフイニイを退けて快勝し、続く第11回スワンステークスとオープンも勝利し、3連勝で再び天皇賞に挑戦した。
しかし、第57回天皇賞（春）競走当日の馬場は重馬場で、道悪の苦手なリュウファーロスにとっては厳しく、重馬場得意のヒカルタカイの6着に敗れ、馬体のコズミも酷くなった事から、再び秋まで休養に入った。
秋の復帰戦として第3回ハリウッドターフクラブ賞に出走したリュウファーロスは、直線先頭に立ったマーチスを追って2番手に上がるも、少しばてて手前を変えようとした瞬間、馬場に脚を取られて故障を発症、急減速して2頭に抜かれ4着入線すると、故障を確認した宮本騎手は直ぐに馬を止めて降りた。
診断の結果、右前脚第一指節及び種子骨骨折、指管節不全脱臼の重傷であったが、安楽死処分は免れ、治療を兼ねて自厩舎で静養した後、翌年に牧場に戻り種牡馬となる事が出来た。

## 種牡馬時代
競走馬生活を離れ種牡馬となってからは、自身が勝てなかった阪神3歳ステークスを制したリュウキコウを筆頭に、アンドレアモンなどを輩出し、そのうちアンドレアモンとリユウドルガ（中央4勝）は種牡馬となった。1988年5月30日に死亡した。

### 主な産駒
- リュウキコウ（阪神3歳ステークス、京都大賞典、目黒記念（秋）、きさらぎ賞）
- アンドレアモン（フェブラリーハンデキャップ、ウインターステークス）
- ラケットボール（オールカマー）

## 血統表
| リュウファーロスの血統（ボワルセル系 / Tourbillon (Diademe) 4×4=12.50%、Gainsborough 4×5×5=12.50%） | リュウファーロスの血統（ボワルセル系 / Tourbillon (Diademe) 4×4=12.50%、Gainsborough 4×5×5=12.50%） | リュウファーロスの血統（ボワルセル系 / Tourbillon (Diademe) 4×4=12.50%、Gainsborough 4×5×5=12.50%） | （血統表の出典）  | （血統表の出典） |
| 父 *ヒンドスタン Hindostan 1946 黒鹿毛 イギリス                                                     | 父の父Bois Roussel 1935 黒鹿毛 フランス                                                             | Vatout                                                                                              | Prince Chimay     | Prince Chimay    |
| 父 *ヒンドスタン Hindostan 1946 黒鹿毛 イギリス                                                     | 父の父Bois Roussel 1935 黒鹿毛 フランス                                                             | Vatout                                                                                              | Vasthi            |                  |
| 父 *ヒンドスタン Hindostan 1946 黒鹿毛 イギリス                                                     | 父の父Bois Roussel 1935 黒鹿毛 フランス                                                             | Plucky Liege                                                                                        | Spearmint         | Spearmint        |
| 父 *ヒンドスタン Hindostan 1946 黒鹿毛 イギリス                                                     | 父の父Bois Roussel 1935 黒鹿毛 フランス                                                             | Plucky Liege                                                                                        | Concertina        |                  |
| 父 *ヒンドスタン Hindostan 1946 黒鹿毛 イギリス                                                     | 父の母Sonibai 1939 黒鹿毛 イギリス                                                                  | Solario                                                                                             | Gainsborough      | Gainsborough     |
| 父 *ヒンドスタン Hindostan 1946 黒鹿毛 イギリス                                                     | 父の母Sonibai 1939 黒鹿毛 イギリス                                                                  | Solario                                                                                             | Sun Worship       |                  |
| 父 *ヒンドスタン Hindostan 1946 黒鹿毛 イギリス                                                     | 父の母Sonibai 1939 黒鹿毛 イギリス                                                                  | Udaipur                                                                                             | Blandford         | Blandford        |
| 父 *ヒンドスタン Hindostan 1946 黒鹿毛 イギリス                                                     | 父の母Sonibai 1939 黒鹿毛 イギリス                                                                  | Udaipur                                                                                             | Uganda            |                  |
| 母 *ドルガ Dolga 1955 栗毛 フランス                                                                 | 母の父*ガルカドール Galcador 1947 栗毛 フランス                                                     | Djebel                                                                                              | Tourbillon        | Tourbillon       |
| 母 *ドルガ Dolga 1955 栗毛 フランス                                                                 | 母の父*ガルカドール Galcador 1947 栗毛 フランス                                                     | Djebel                                                                                              | Loika             |                  |
| 母 *ドルガ Dolga 1955 栗毛 フランス                                                                 | 母の父*ガルカドール Galcador 1947 栗毛 フランス                                                     | Pharyva                                                                                             | Pharos            | Pharos           |
| 母 *ドルガ Dolga 1955 栗毛 フランス                                                                 | 母の父*ガルカドール Galcador 1947 栗毛 フランス                                                     | Pharyva                                                                                             | Souryva           |                  |
| 母 *ドルガ Dolga 1955 栗毛 フランス                                                                 | 母の母Callixene 1943 フランス                                                                       | Jock                                                                                                | Asterus           | Asterus          |
| 母 *ドルガ Dolga 1955 栗毛 フランス                                                                 | 母の母Callixene 1943 フランス                                                                       | Jock                                                                                                | Naic              |                  |
| 母 *ドルガ Dolga 1955 栗毛 フランス                                                                 | 母の母Callixene 1943 フランス                                                                       | Albarelle                                                                                           | Kantar            | Kantar           |
| 母 *ドルガ Dolga 1955 栗毛 フランス                                                                 | 母の母Callixene 1943 フランス                                                                       | Albarelle                                                                                           | Diademe F-No.13-c |                  |